# Ragbi klub Partizan
Ragbi klub Partizan (in serbo Рагби клуб Партизан?, Associazione rugbistica Partizan), abbreviato in R.K. Partizan, è la sezione di rugby a 15 dello Sportsko Društvo Partizan, club polisportivo di Belgrado.
Si tratta del club rugbistico più titolato di Serbia.

## Storia
Il 1º novembre 1953 il Ragbi Klub Partizan fu fondato su iniziativa di Dragan Maršičević. Il Partizan così divento il primo club rugbistico postguerra di	Jugoslavia.
La situazione del club non era delle migliori, la società aveva grosse difficoltà con le infrastrutture e i terreni da gioco. La situazione fu tale che, nel 1963, si decise di sciogliere il club.
Il 28 aprile 1974, per amore del rugby, i vecchi membri del club lo rifondarono, si lavorò nei successivi 4 anni per tornare alla vittoria della Coppa di Jugoslavia. Nel 1988 la squadra tornò a vincere il campionato jugoslavo.

## Palmarès

### Trofei nazionali
- Campionati serbi: 4
2017-18, 2018-19, 2019-20, 2020-21
- Coppe di Serbia: 5
2008, 2011, 2015, 2019, 2021
- Campionati jugoslavi: 5
1959, 1960, 1961, 1988, 1991
- Coppe di Jugoslavia: 1
1960
- Campionati serbo-montenegrini: 12 (record) 
1992, 1993, 1994, 1996, 1997, 1998, 1999, 2002, 2003, 2004, 2005, 2006
- Coppe di Serbia e Montenegro: 11 (record)
1992, 1993, 1994, 1995, 1996, 1997, 1998, 1999, 2000, 2003, 2005